# Теплові методи підвищення нафтовилучення
Теплові методи підвищення нафтовилучення (рос. методы повышения нефтеизвлечения тепловые; англ. thermal methods of enhanced oil recovery; нім. Thermomethoden f pl der Erhöhung der Erdölgewinnung) — методи діяння на нафтовий поклад, суть яких полягає в тому, що поряд із гідродинамічним витісненням здійснюється підвищення температури в покладі, що сприяє значному зменшенню в'язкості нафти, збільшенню її рухомості і т. д. Методи застосовуються в покладах високов'язкої смолистої нафти, неньютонівської нафти, парафінонасиченої нафти. Серед них виділяють теплофізичні і термохімічні методи.
Застосовують в основному такі методи теплової дії:
– прогрів привибійної зони свердловин парою або різними нагрівачами
(електричними і вогневими) до температур 120—200 °С, можливе нагнітання в
пласт великих об'ємів гарячої води або пари при температурі близько 150 °С;
– застосування внутрішньопластового рухомого вогнища горіння (ВПВГ).